# Jasione montana
Vedovella annuale (nome scientifico Jasione montana L., 1753) è una pianta erbacea dai fiori blu a forma globosa appartenente alla famiglia delle Campanulaceae.

## Etimologia
Il nome generico (Jasione) ha una origine incerta. Alcuni lo fanno derivare da Giasone condottiero degli Argonauti. Altre etimologie lo fanno derivare da alcune opere di Teofrasto o di Plinio. Alcune documentazioni indicano che gli antichi greci conoscevano una pianta di nome Jasione, ma non c'è nessuna certezza che si trattasse della stessa pianta. Il nome generico (montana) fa riferimento al suo habitat tipico.

Il binomio scientifico della pianta di questa voce è stato proposto da Carl von Linné (1707 – 1778) biologo e scrittore svedese, considerato il padre della moderna classificazione scientifica degli organismi viventi, nella pubblicazione "Species Plantarum" - 2: 928. 1753 del 1753.

## Descrizione

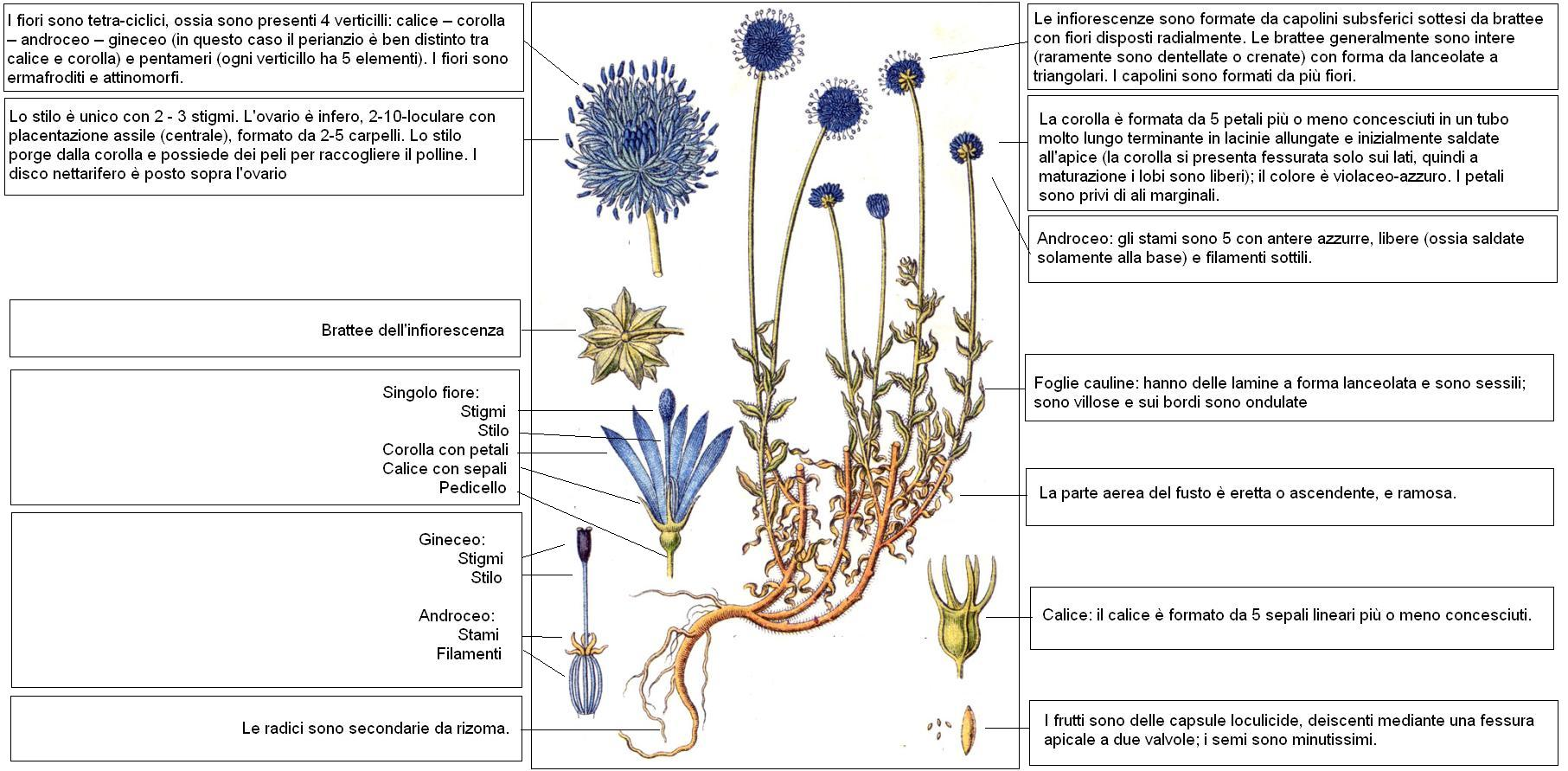
Descrizione delle parti della pianta

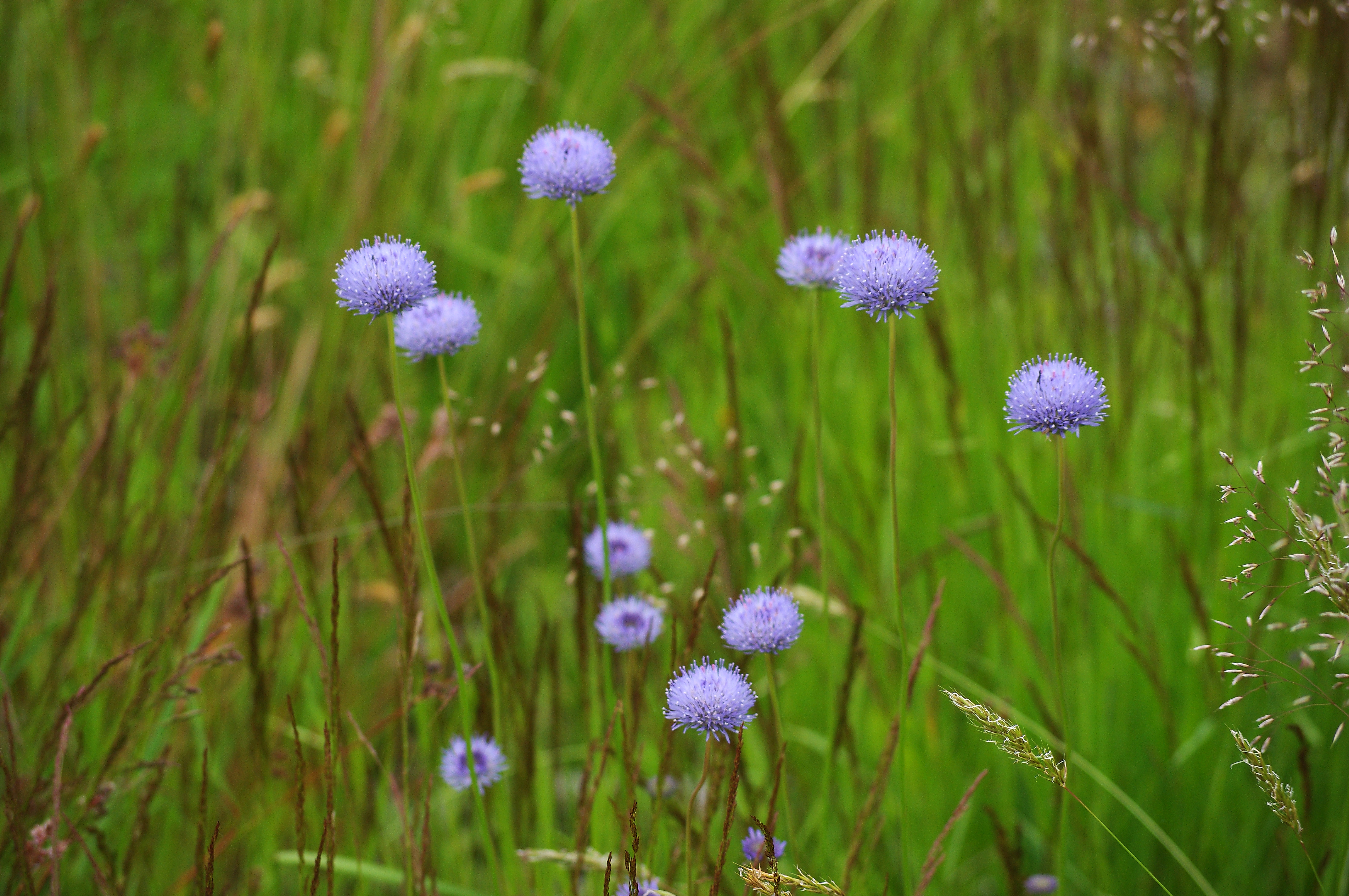
Il portamento

Queste piante possono arrivare fino a 1 - 3 dm di altezza (massimo 5 dm). La forma biologica è emicriptofita bienne (H bienn), ossia in generale sono piante erbacee con gemme svernanti al livello del suolo e protette dalla lettiera o dalla neve e si distinguono dalle altre per il ciclo vitale biennale (in alcune situazioni ecologiche il ciclo vitale può anche essere annuo con forma biologica terofita scaposa (T scap), sono quindi piante erbacee che differiscono dalle altre forme biologiche poiché, essendo annuali, superano la stagione avversa sotto forma di seme e sono munite di asse fiorale eretto e spesso privo di foglie). Contengono lattice lattescente e accumulano inulina. Sono inoltre piante prive di stoloni.

### Radici
Le radici sono secondarie da rizoma.

### Fusto
La parte aerea del fusto è eretta o ascendente. In genere è molto ramosa.

### Foglie

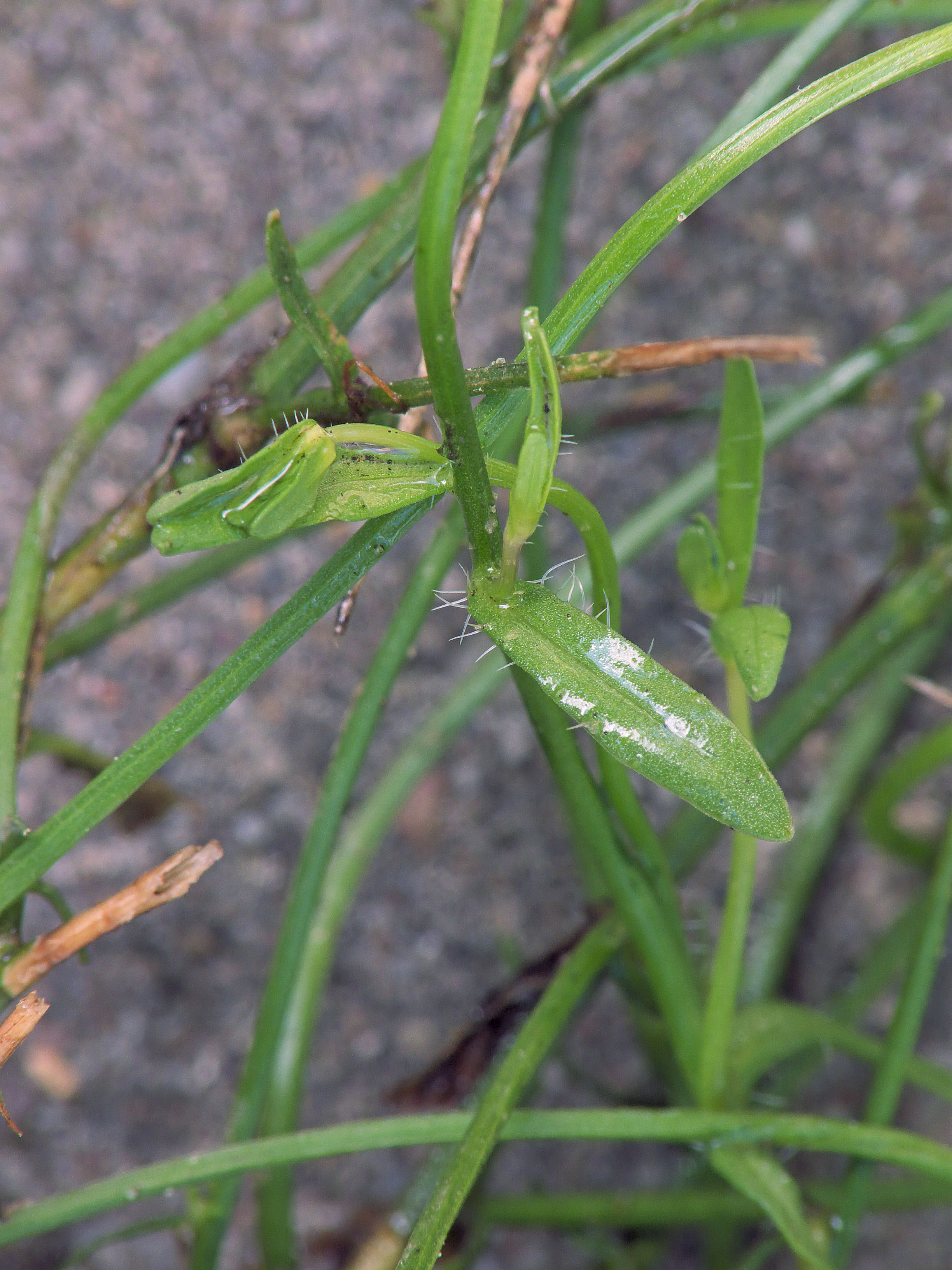
Le foglie

Le foglie si dividono in basali e cauline e sono disposte in modo spiralato. Quelle basali hanno forme subspatolate; quelle cauline hanno delle lamine a forma lanceolata e sono sessili. Tutte le foglie sono villose e sui bordi sono ondulate. Dimensioni delle foglie basali: larghezza 5 – 8 mm; lunghezza 20 – 28 mm. Dimensioni delle foglie cauline: larghezza 5 – 6 mm; lunghezza 25 – 30 mm.

### Infiorescenza

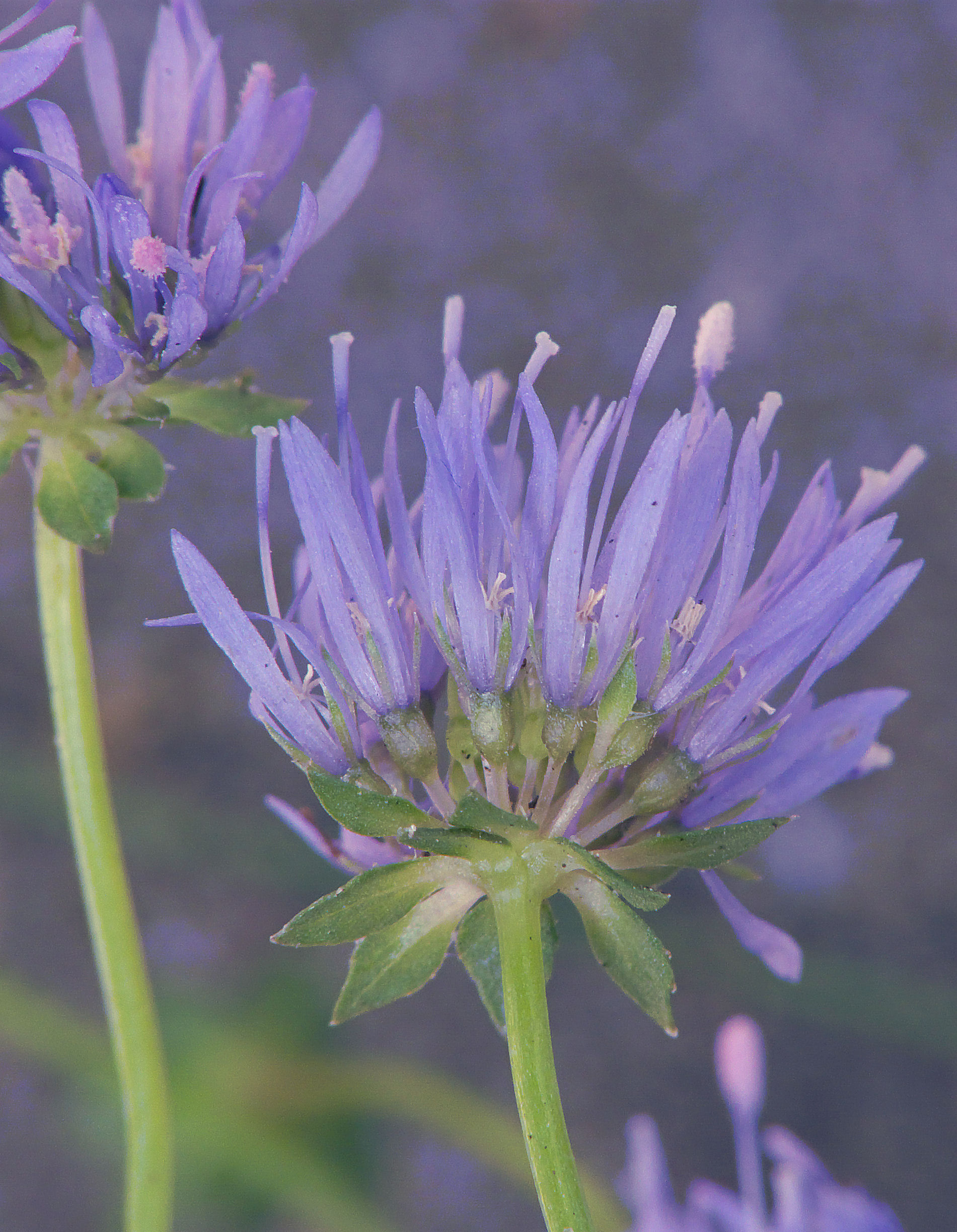
L'infiorescenza con le brattee

Le infiorescenze sono formate da capolini subsferici sottesi da brattee con fiori disposti radialmente. Le brattee generalmente sono intere (raramente sono dentellate o crenate) con forme da lanceolate a triangolari. I capolini sono formati da più fiori, come nella famiglia delle Asteraceae, ma in questo caso le antere sono libere (non saldate a tubo). Diametro del capolino: 1 - 2,5 cm. Dimensioni delle brattee: larghezza 1 – 2 mm; lunghezza 3 – 5 mm. 

### Fiore

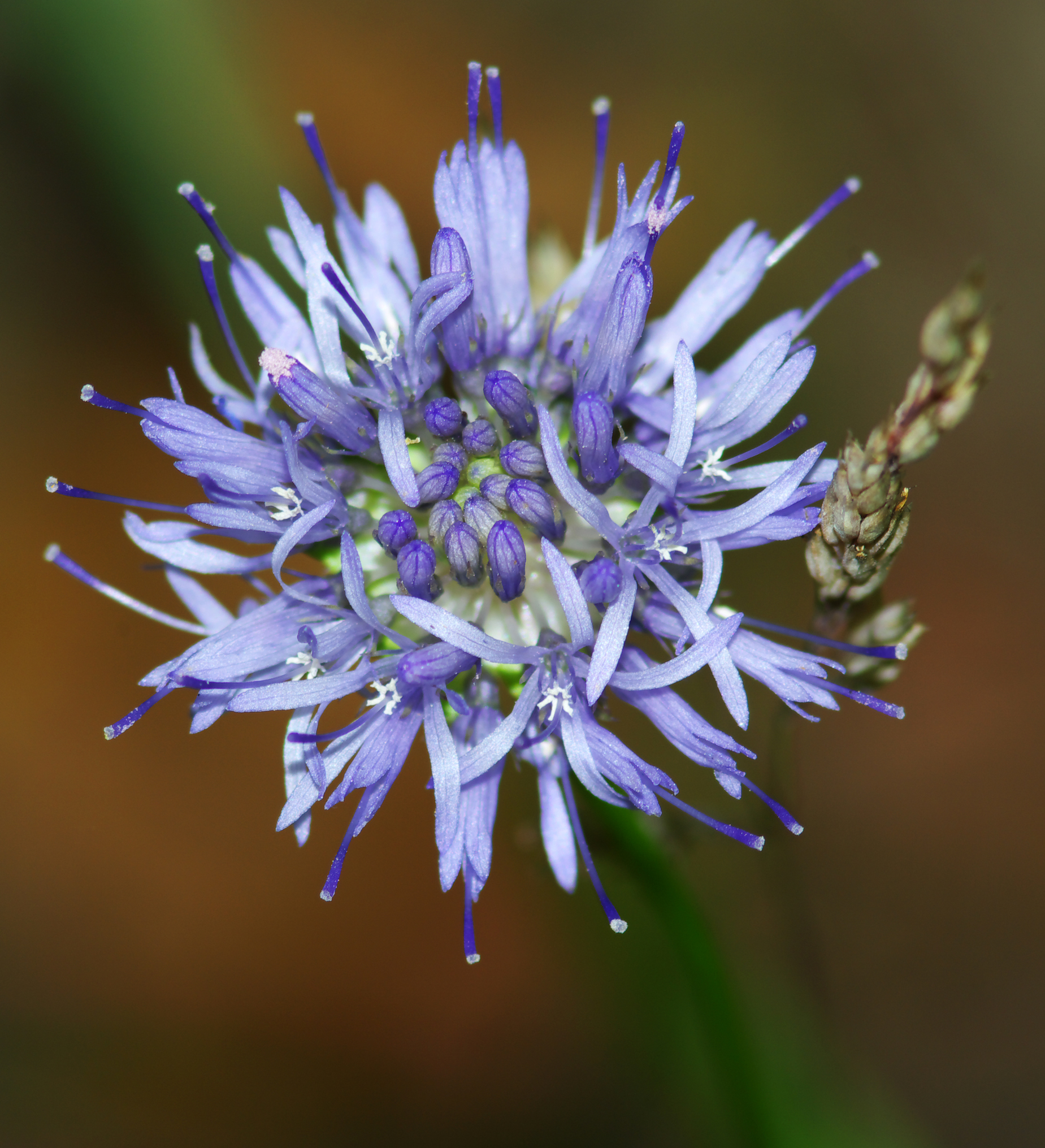
I fiori

I fiori sono tetra-ciclici, ossia sono presenti 4 verticilli: calice – corolla – androceo – gineceo (in questo caso il perianzio è ben distinto tra calice e corolla) e pentameri (ogni verticillo ha 5 elementi). I fiori sono ermafroditi e attinomorfi.
- Formula fiorale: per questa pianta viene indicata la seguente formula fiorale:

K (5), C (5), A (5), G (2-5), infero, capsula
- Calice: il calice è formato da 5 sepali lineari più o meno concresciuti.
- Corolla: la corolla è formata da 5 petali più o meno concresciuti in un tubo molto lungo terminante in lacinie allungate e inizialmente saldate all'apice (la corolla si presenta fessurata solo sui lati, quindi a maturazione i lobi sono liberi); il colore è violaceo-azzurro. I petali sono privi di ali marginali. Lunghezza della corolla: 6 mm.
- Androceo: gli stami sono 5 con antere azzurre, libere (ossia saldate solamente alla base) e filamenti sottili. Il polline è 3-porato e spinuloso.
- Gineceo: lo stilo è unico con 2 - 3 stigmi. L'ovario è infero, 2-10-loculare con placentazione assile (centrale), formato da 2-5 carpelli. Lo stilo porge dalla corolla e possiede dei peli per raccogliere il polline. I disco nettarifero è posto sopra l'ovario.
- Fioritura: da marzo a settembre.

### Frutti
I frutti sono delle capsule loculicide, deiscenti mediante una fessura apicale a due valvole; i semi sono minutissimi.

## Riproduzione
- Impollinazione: l'impollinazione avviene tramite insetti (impollinazione entomogama).
- Riproduzione: la fecondazione avviene fondamentalmente tramite l'impollinazione dei fiori (vedi sopra).
- Dispersione: i semi cadendo a terra (dopo essere stati trasportati per alcuni metri dal vento, essendo molto minuti e leggeri – disseminazione anemocora) sono successivamente dispersi soprattutto da insetti tipo formiche (disseminazione mirmecoria).

## Distribuzione e habitat

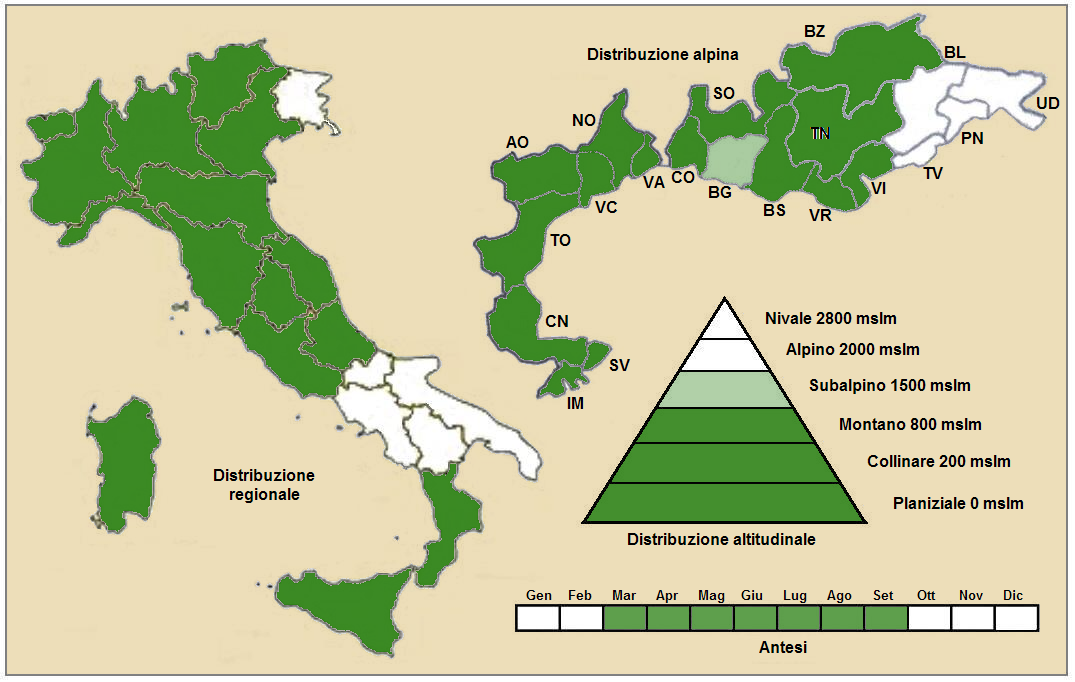
Distribuzione della pianta
(Distribuzione regionale – Distribuzione alpina)

- Geoelemento: il tipo corologico (area di origine) è Europeo-Caucasico (Subatlantico) o anche Ovest-Europeo / Mediterraneo.
- Distribuzione: in Italia è comune al nord e al centro; al sud non è presente, mentre in Sicilia e in Sardegna è rara. Fuori dall'Italia è comune nelle Alpi e sui seguenti rilievi collegati alle Alpi: Foresta Nera, Vosgi, Massiccio del Giura, Massiccio Centrale, Pirenei e Carpazi.[11] Oltre l'Europa si trova anche in Marocco e Algeria.[12]
- Habitat: l'habitat tipico di questa pianta sono le sabbie, le rupi, gli incolti; ma anche i ripari sotto le rocce, le praterie rase, le pinete e i gineprai. Il substrato preferito è siliceo con pH acido, bassi valori nutrizionali del terreno che deve essere arido.[11]
- Distribuzione altitudinale: sui rilievi queste piante si possono trovare fino a 1200 m s.l.m. (massimo 1700 m s.l.m.); frequentano quindi i seguenti piani vegetazionali: collinare, montano e in parte quello subalpino (oltre a quello planiziale – a livello del mare).

### Fitosociologia
Dal punto di vista fitosociologico Jasione montana appartiene alla seguente comunità vegetale:
Formazione: delle comunità pioniere a terofite e succulente
Classe: Koelerio-Corynephoretea

## Tassonomia
La famiglia di appartenenza di Jasione montana (Campanulaceae) è relativamente numerosa con 89 generi per oltre 2000 specie (sul territorio italiano si contano una dozzina di generi per un totale di circa 100 specie); comprende erbacee ma anche arbusti, distribuiti in tutto il mondo, ma soprattutto nelle zone temperate. Il genere di questa voce appartiene alla sottofamiglia Campanuloideae (una delle cinque sottofamiglie nella quale è stata suddivisa la famiglia Campanulaceae) comprendente circa 50 generi (Jasione è uno di questi). Il genere Jasione a sua volta comprende 14 specie (4 nella flora italiana) distribuite soprattutto nell'area mediterranea.

Il numero cromosomico di J. montana è: 2n = 12 e 24..

### Variabilità
Questa specie si presenta con un aspetto polimorfo. I caratteri più variabili sono: il fusto che può essere ramoso o semplice, eretto o ascendente (o anche prostrato); la pelosità è molto variabile; le dimensioni dei capolini. Inoltre è variabile il ciclo biologico: annuo, perenne o perennante. Per questa specie sono riconosciute tre sottospecie (una sola presente in Italia: subsp. montana):
- Jasione montana subsp. cornuta (Ball) Greuter & Burdet (sottospecie endemica dell'Africa nord-ovest[16])
- Jasione montana subsp. montana (è la stirpe principale)
- Jasione montana subsp. paivae Horjales & Rubido, 2011 - Distribuzione: Spagna

Fino a qualche decennio fa era descritta, come presente nella flora spontanea italiana, la specie Jasonie echinata  Boiss. & Reut. (sinonimo: J. montana f. dentata DC.) con distribuzione insulare (Sicilia e Sardegna), ora considerata sinonimo della specie di questa voce. Questa varietà si distingue soprattutto per un portamento più robusto, ciclo biologico decisamente perenne, foglie più grandi e per i denti acuti e aristulati delle brattee triangolari dell'infiorescenza. L'habitat tipico sono i pascoli aridi e ventosi a quote variabili tra i 600 e i 2000 m s.l.m..

### Sinonimi
Questa entità ha avuto nel tempo diverse nomenclature. L'elenco seguente indica alcuni tra i sinonimi più frequenti:
Sinonimi di Jasione montana
- Jasione appressifolia Pau
- Jasione blepharodon  Boiss. & Reut.
- Jasione cornuta  Ball
- Jasione echinata  Boiss. & Reut.
- Jasione litoralis  Fr.
- Jasione lusitanica  A. DC.
- Jasione montana subsp. blepharodon (Boiss. & Reut.) Rivas Mart.
- Jasione montana subsp. cornuta  (Ball) Greuter & Burdet
- Jasione montana subsp. corymbosa (Poir.) Greuter & Burdet
- Jasione montana subsp. depressa Huet de Pav. ex Arcang.
- Jasione montana subsp. echinata (Boiss. & Reut.) Nyman
- Jasione montana subsp. glabra (Durieu ex Boiss. & Reut.) Greuter & Burdet
- Jasione montana subsp. gracilis (Lange) Rivas Mart.
- Jasione montana subsp. maritima (Duby) C.Vicioso
- Jasione montana subsp. mediterranea (Rouy) Gamisans
- Jasione montana subsp. penicillata (Boiss.) Rivas Mart.
- Jasione montana subsp. stolonifera (A.DC.) Arcang.
- Jasione montana var. aetnensis Lojac.
- Jasione montana var. boreaui Rouy
- Jasione montana var. bracteosa Willk.
- Jasione montana var. carionii (Boreau) Nyman
- Jasione montana var. corymbosa (Poir.) Schmeja
- Jasione montana var. dentata A.DC.
- Jasione montana var. echinata (Boiss. & Reut.) Willk.
- Jasione montana var. glaberrima Merino
- Jasione montana var. glabra Peterm.
- Jasione montana var. gracilis Lange
- Jasione montana var. gracilis Timb.-Lagr. [Illegitimate]
- Jasione montana var. heldreichii (Boiss. & Orph.) Nyman
- Jasione montana var. hirsuta Duby
- Jasione montana var. hispida Beck
- Jasione montana var. humilis Pers.
- Jasione montana var. imbricans J.Parn.
- Jasione montana var. laevis Duby
- Jasione montana var. latifolia Pugsley
- Jasione montana var. litoralis Fr.
- Jasione montana var. littoralis Boiss. [Illegitimate]
- Jasione montana var. lusitanica (A.DC.) Schmeja
- Jasione montana var. major Mert. & W.D.J.Koch
- Jasione montana var. maritima Duby
- Jasione montana var. megaphylla C.Vicioso
- Jasione montana var. nana Boreau
- Jasione montana var. nana Gren. & Godr. [Illegitimate]
- Jasione montana var. perennis L.f.
- Jasione montana var. prolifera DC.
- Jasione montana var. sabularia Cout.
- Jasione montana var. stolonifera A.DC.
- Jasione montana var. tenella Peterm.
- Jasione montana var. timbalii Rouy
- Jasione montana var. umbellata Lapeyr.
- Jasione montana f. depressa (Huet de Pav. ex Arcang.) Schmeja
- Jasione montana f. echinata (Boiss. & Reut.) Schmeja
- Jasione montana f. heldreichii (Boiss. & Orph.) Schmeja
- Jasione montana f. jankae (Neilr.) Schmeja
- Jasione montana f. rossularis Schmeja
- Jasione rosularis  Boiss. & Reut.
- Jasione corymbosa subsp. cornuta  (Ball) Murb.
- Jasione laevis subsp. rosularis  (Boiss. & Reut.) Tutin
- Jasione vulgaris Gaterau
- Ovilla globulariifolia Bubani
- Phyteuma montanum (L.) C.K.Spreng.

### Specie simili
La specie di questa voce è molto simile ad altre specie dello stesso genere e possono essere confuse le une con le altre. Questo comunque può succedere solamente nelle aree di comune distribuzione, soprattutto la Sardegna per la specie Jasione laevis Lam. (è comunque una pianta più robusta e di maggiori dimensioni). Una certa somiglianza è possibile con la specie Globularia cordifolia L., ma si tratta di un'altra famiglia (Plantaginaceae) con alcune differenze sostanziali (a parte l'altezza di soli 10 cm e il caule sostanzialmente afillo) come l'L'ovulo supero uniloculare.